# زمن بين النهايات
الزمن بين النهايات هو الزمن الذي تستغرقه أي حزمة في الإرسال عبر الشبكة، بدءًا من المصدر حتى نقطة الوصول.
dend-end= N[ dtrans+dprop+dproc]
حيث 

dend-end= الزمن بين النهايات 

dtrans= زمن الإرسال 

dprop= زمن الانتشار 

dproc= زمن المعالجة 

N= عدد الوصلات (عدد الموجّهات + 1) 

ملاحظة: لم يؤخذ بأزمنة الانتظار في الاعتبار.
لكل موجّه زمن dtrans, dprop, dproc الخاص به، ولهذا تُعطي الصيغة السابقة تقديراتٍ تقريبية.